# Tailly (Ardenas)
Tailly é uma comuna francesa na região administrativa de Grande Leste, no departamento das Ardenas. Estende-se por uma área de 39,31 km². Em 2010 a comuna tinha 180 habitantes (densidade: 4,6 hab./km²).